# Jílovice (ort i Tjeckien, lat 50,25, long 16,01)
Jílovice är en ort i Tjeckien. Den ligger i den centrala delen av landet, 110 km öster om huvudstaden Prag. Jílovice ligger 266 meter över havet och antalet invånare är 259.
Terrängen runt Jílovice är huvudsakligen platt, men åt sydost är den kuperad. Terrängen runt Jílovice sluttar västerut. Runt Jílovice är det ganska glesbefolkat, med 42 invånare per kvadratkilometer. Närmaste större samhälle är Hradec Králové, 13,6 km väster om Jílovice. Trakten runt Jílovice består till största delen av jordbruksmark.